# Leskia flava
Leskia flava là một loài ruồi trong họ Tachinidae.